# Катеринівка (Бердичівський район)
Катери́нівка — село в Україні, у Швайківській сільській територіальній громаді Бердичівського району Житомирської області. Населення становить 193 особи (2001).

## Населення
Згідно з переписом УРСР 1989 року чисельність наявного населення села становила 198 осіб, з яких 80 чоловіків та 118 жінок.
За переписом населення України 2001 року в селі мешкали 193 особи.

### Мова
Розподіл населення за рідною мовою за даними перепису 2001 року:
| Мова       | Чисельність | Відсоток |
| ---------- | ----------- | -------- |
| українська | 190         | 98,44%   |
| російська  | 3           | 1,56%    |
| Усього     | 193         | 100%     |

## Історія
У 1906 році — село Троянівської волості Житомирського повіту Волинської губернії. Відстань від повітового міста 20 верст, від волості 16. Дворів 36, мешканців 366.
У 1928—74 роках — адміністративний центр Катеринівської сільської ради Бердичівського району.
13 серпня 2018 року включене до складу новоутвореної Швайківської сільської територіальної громади Бердичівського району Житомирської області.

## Відомі люди
- Харкевич Сигізмунд Семенович[ru] (1921—1998) — радянський і російський геоботанік, флорист і систематик, фахівець по флорі Далекого Сходу, доктор біологічних наук, Заслужений діяч науки Російської Федерації, Соросівський професор.[7]